# Dorika julia
Dorika julia là một loài bướm đêm trong họ Noctuidae.